# Tmarus toschii
Tmarus toschii är en spindelart som beskrevs av Lodovico di Caporiacco 1949. Tmarus toschii ingår i släktet Tmarus och familjen krabbspindlar.
Artens utbredningsområde är Kenya. Inga underarter finns listade i Catalogue of Life.